# Penn Jillette
Penn Fraser Jillette (Greenfield, Massachusetts; 5 de marzo de 1955) es un mago/ilusionista, malabarista, comediante, músico, inventor, actor, cineasta, personalidad de televisión y autor de best sellers estadounidense, más conocido por su trabajo con su compañero mago Teller, como la mitad del equipo Penn y Teller. El dúo ha aparecido en numerosos escenarios y programas de televisión como Penn & Teller: Fool Us y Penn & Teller: Bullshit!, y actualmente encabezan la lista en Las Vegas en el hotel y casino The Rio. Jillette sirve como el orador y el narrador del acto.
Ha publicado 8 libros, incluido el best-seller del New York Times, God, No!: Signs You May Already Be an Atheist and Other Magical Tales. También es conocido por su defensa del ateísmo, el escepticismo científico, la Primera Enmienda, el libertarismo y el capitalismo de libre mercado.

## Primeros años
Jillette nació en Greenfield, Massachusetts. Su madre, Valda Rudolph Jillette (Parks de soltera, 1909-2000), era secretaria, y su padre, Samuel Herbert Jillette (1912-1999), trabajaba en la Cárcel del Condado de Franklin, en Greenfield. Jillette se convirtió en ateo en su adolescencia después de leer la Biblia y posteriormente se le pidió que abandonara la iglesia después de hacer preguntas en un grupo de jóvenes, lo que hacía que sus compañeros también comenzaran a cuestionar la religión. Jillette se desilusionó con los actos ilusionistas tradicionales que presentaban la artesanía como auténtica magia, como The Amazing Kreskin en The Tonight Show Starring Johnny Carson. A los dieciocho años, vio un espectáculo del ilusionista James Randi, y se enamoró de su enfoque de la magia que reconocía abiertamente el engaño como entretenimiento en lugar de un misterioso poder sobrenatural. Jillette reconoce regularmente a Randi como la persona del planeta que más ama, además de los miembros de su familia.
Jillette trabajó con el compañero de clase de la escuela secundaria Michael Moschen en el desarrollo y realización de un acto de malabarismo durante los años inmediatamente posteriores a su graduación de 1973. En 1974, Jillette se graduó de Ringling Bros. and Barnum & Bailey Clown College. Ese mismo año, Weir Chrisemer, un amigo en común, le presentó a Teller. Los tres luego formaron un acto de tres personas llamado Asparagus Valley Cultural Society, que actuaba en Amherst y San Francisco. En 1981, él y Teller se unieron como Penn & Teller, y luego hicieron un exitoso espectáculo Off-Broadway y más tarde en un teatro en Broadway llamado «Penn & Teller», el cual comenzó a realizar giras a nivel nacional.

## Carrera
Mientras el éxito en Off Broadway estaba en marcha, en 1988 Jillette estaba en un power trio de mariachi llamado Bongos, Bass and Bob. Él tocaba el bajo, Dean J. Seal tocaba los bongos y Rob "Bob" Elk (Running Elk) la guitarra. Los dos últimos se convirtieron en el dúo de comedia a capela Mr. Elk y Mr. Seal después de que la banda se separó debido a los compromisos de la película de Jillette. Grabaron un álbum con Kramer en Noise New York llamado Never Mind the Sex Pistols, Here's Bongos Bass and Bob (What on Earth Were They Thinking?). Fue lanzado casi sin previo aviso fuera de una mención en la revista Spin, pero fue inmortalizado con un video en plastilina del sencillo «Oral Hygiene».
Jillette fue colaborador de la ahora desaparecida revista PC/Computing, con una columna regular entre 1990 y 1994. Él y la revista se separaron durante una disputa con un nuevo editor, James Martin, en septiembre de 2014. Jillette sintió que el nuevo editor estaba tratando de decirle cómo escribir su columna y qué temas debería cubrir. Jillette afirma que no está seguro sobre si fue despedido o si realmente se dio por vencido.
Jillette fue el principal locutor de voz de la cadena de cable Comedy Central con sede en Estados Unidos en la década de 1990.
En 1994, Jillette compró una casa en Las Vegas Valley y la llamó «The Slammer».
Ha aparecido en docenas de programas de televisión y artículos, y fue diseñada por su amigo Colin Summers. Anteriormente grabó música allí, y condujo su programa de radio en el estudio dentro de «The Slammer». En 2016, vendió «The Slammer» para que su familia pudiera mudarse a un lugar menos remoto.
A partir de 1996, Jillette tuvo un papel recurrente en Sabrina, the Teenage Witch como Drell, el director del Consejo de Brujas. Él y Teller aparecieron en el piloto con Debbie Harry como la tercera miembro del Consejo. El espectáculo fue creado por una amiga de Jillette, Nell Scovell.
Penn y Teller aparecen como los comediantes Rebo y Zooty en el episodio de la quinta temporada de Babylon 5 titulado «The Day of the Dead», escrito por Neil Gaiman.
Durante un breve tiempo en 1997, Jillette escribió despachos quincenales para el motor de búsqueda Excite.com. Cada columna terminaba con un comentario contundente que identificaba cómo estaba conformado el dúo de Penn & Teller. (Por ejemplo: «Penn Jillette es la mitad de Penn & Teller que está detenida en los aeropuertos»). Jillette se acostumbró a relacionar muchas palabras en su columna en línea con sitios raros que generalmente no tenían nada que ver con las palabras reales. Las columnas ya no están disponibles en el sitio actual de Excite.com, pero se han republicado con permiso en PennAndTeller.com.
A partir de 2003, Jillette, junto con Teller, comenzó a producir y organizar el programa Penn & Teller: Bullshit!, en el canal Showtime. En el programa, los dos analizaban fenómenos culturales, desacreditaban mitos y criticaban a las personas y aspectos de la sociedad que consideraban «tonterías».
En 2005, con el actor Paul Provenza, Jillette coprodujo y codirigió The Aristocrats, un documental que rastrea la vida de una broma obscena conocida como «Los Aristócratas». Principalmente consiste en una variedad de comediantes que cuentan sus propias versiones del chiste.
Desde el 3 de enero de 2006 hasta el 2 de marzo de 2007, Jillette presentó, junto con su colega ateo, escéptico y malabarista Michael Goudeau, un programa de radio en vivo de una hora transmitido por Free FM. El programa, Penn Radio, se transmitía desde su Vintage Nudes Studio en su casa de Las Vegas. El segmento recurrente más notable del espectáculo era «Monkey Tuesday» y también «The Pull of the Weasel». El 2 de marzo de 2007, Jillette anunció que ya no estaría haciendo su programa de radio. Dijo que era un «trabajador de espectáculo» y decidió dejar de hacer el programa para poder pasar más tiempo con sus hijos.
Durante la temporada de televisión de 2006-07, Jillette presentó el programa de concursos de horario estelar Identity, en NBC.
En 2008, Jillette fue concursante en la temporada 6 de Dancing with the Stars, siendo emparejado con la bailarina profesional Kym Johnson. Él fue la primera celebridad en ser eliminada.
Durante 2010-2011, Jillette hizo un programa quincenal en Revision3 llamado Penn Point.
El 16 de agosto de 2011, el libro de Jillette God, No! Signs You May Already Be An Atheist and Other Magical Tales se publicó y se convirtió en uno de los mejores vendidos del The New York Times poco después, en la semana del 28 de agosto, quedando en la posición 14.
Jillette, un bajista ávido, frecuentemente acompaña al pianista de jazz Mike Jones, quien abre para el espectáculo de mago en Las Vegas.
Jillette fue uno de los concursantes en The Celebrity Apprentice, temporada 5, comenzando el 19 de febrero de 2012. Fue despedido del programa por Donald Trump durante el episodio de la semana 11. También el 19 de febrero de 2012, junto con Michael Goudeau, comenzó el podcast Penn's Sunday School.
En 2013, regresó para la temporada All-Star Celebrity Apprentice, donde logró llegar a la final, recaudando $ 663,655 para la organización benéfica de su elección, Opportunity Village. El 5 de abril de 2013, Penn y Teller fueron honrados con una estrella en el Paseo de la fama de Hollywood en la categoría de actuación en vivo. Su estrella, la 2.494ª premiada, está cerca de la estrella dedicada a Harry Houdini. Al día siguiente fueron reconocidos por el Magic Castle con el premio «Magos del año».
Penn acredita al mago y activista escéptico James Randi por su carrera. Durante una entrevista en TAM! 2012, Penn declaró que «si no fuera por Randi no habría Penn & Teller como lo hay hoy». Continuó diciendo que «Fuera de mi familia... nadie es más importante en mi vida. Randi es todo para mí».

## Empresas de negocios

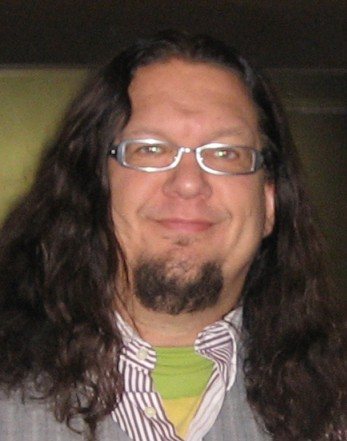
Jillette en 2007

### Jill-Jet
En julio de 1999, Jillette recibió la Patente USPTO n.º 5920923  para el «Jill-Jet», un chorro de hidromasaje especialmente diseñado para el placer de una mujer. Él le ha dado crédito a Debbie Harry de Blondie por sugerir la idea, ya que los dos estaban una vez en una bañera de hidromasaje y Harry hizo un comentario acerca de cambiar los jets para el placer de una mujer. A Jillette le gustó la idea lo suficiente como para presentar una solicitud de patente en la USPTO bajo el título de patente «Estimulador Hidroterapéutico».
El resumen de la patente explica que una «boquilla de descarga se encuentra dentro de la bañera y conectada a la salida, montada en el asiento para que el agua descargada de la bomba de circulación se alinee automáticamente con los puntos de estimulación (por ejemplo, el clítoris) de la usuaria cuando la usuaria se sienta en el asiento». Un artículo en la edición de junio de 2006 de Playboy arrojó luz adicional sobre la invención. Originalmente, se llamaría «ClitJet»; sin embargo, afirmó que «Jill-Jet» era más adecuado porque incluía su nombre en el título.
En el programa Penn Radio, diciéndoles a los oyentes acerca de la sesión de fotos para el artículo de Playboy, Jillette mencionó que tiene un Jill-Jet instalado en una bañera en su casa, y que varias de sus amigas y esposas de sus amigos lo disfrutan mucho, pero él no tiene conocimiento de ninguna otra instalación de un chorro de agua en tal configuración en ningún otro lado.

### Vintage Nudes Studio
Jillette mandó construir un estudio de grabación privado en su casa de Las Vegas. El anexo, diseñado por Outside The Lines Studio y construido por Crisci Custom Builders entre octubre de 2003 y junio de 2004 como parte de su casa en Las Vegas, fue llamado Vintage Nudes Studios por Jillette y se utilizó para jugar a las cartas que había coleccionado. Las cartas se muestran en el diseño interior de una manera que es muy significativa para los que se dedican a la magia. Desde este estudio se emitía el programa Penn Radio, de Free FM, y aquí también se grababa el programa Penn's Sunday School, hasta que fue demolido en 2016, junto con su antigua casa, «The Slammer».

## Vida personal
Jillette dice que tiene una personalidad adictiva y afirma que nunca ha consumido «ni una pizca de marihuana ni una gota de alcohol» porque no confía en que lo hará con moderación. Aboga por la legalización. de todas las drogas y descontinuar la Guerra contra las drogas.
Jillette es un ateo, libertario (ha declarado que puede considerarse anarcocapitalista), y escéptico, así como un partidario de la filosofía objetivista de Ayn Rand, como se afirma en su podcast de Penn Says. Jillette es un miembro del think tank libertario Instituto Cato y ha declarado que él «siempre» vota por el Partido Libertario. En enero de 2007, Jillette tomó el «Reto de la blasfemia» ofrecido por el Rational Response Squad y negó públicamente la existencia de un espíritu santo.
Las placas de sus automóviles dicen «ateo», «sin Dios» e «impío». «Por extraño que parezca, no me dieron "Infiel"», dice.
De 1987 a 1989, Jillette brindó apoyo financiero a David y Jad Fair de la banda de arte rock Half Japanese, para su sello 50 Skidillion Watts. Esto permitió a la banda lanzar los álbumes Music to Strip By, The Band that Would be King y Charmed Life. Cuando se le preguntó sobre su ayuda, Jillette dijo: «Cualquiera que escuche Half Jap se convierte en un fan».
En 2005, escribió y leyó un ensayo para la National Public Radio en el que afirmaba que estaba «más allá del ateísmo. El ateísmo no es creer en Dios...Creo que no hay Dios». Su ateísmo, explicó, ha informado a todos los aspectos de su vida y sus pensamientos, y como tal es tan crucial para él como lo son las creencias teísticas para los devotos. Jillette alienta la discusión abierta, el debate y el proselitismo sobre el tema de la existencia de Dios, creyendo que el tema es demasiado importante para que las opiniones sobre él permanezcan privadas. Jillette no descarta a todos los que creen en Dios: una edición de 2008 de su podcast de Penn Says expresa su aprecio por un fan que le trajo el regalo de una Biblia de Gideon de bolsillo después de una actuación porque se dio cuenta de que este individuo sinceramente se preocupaba lo suficiente por él para trata de ayudarlo.

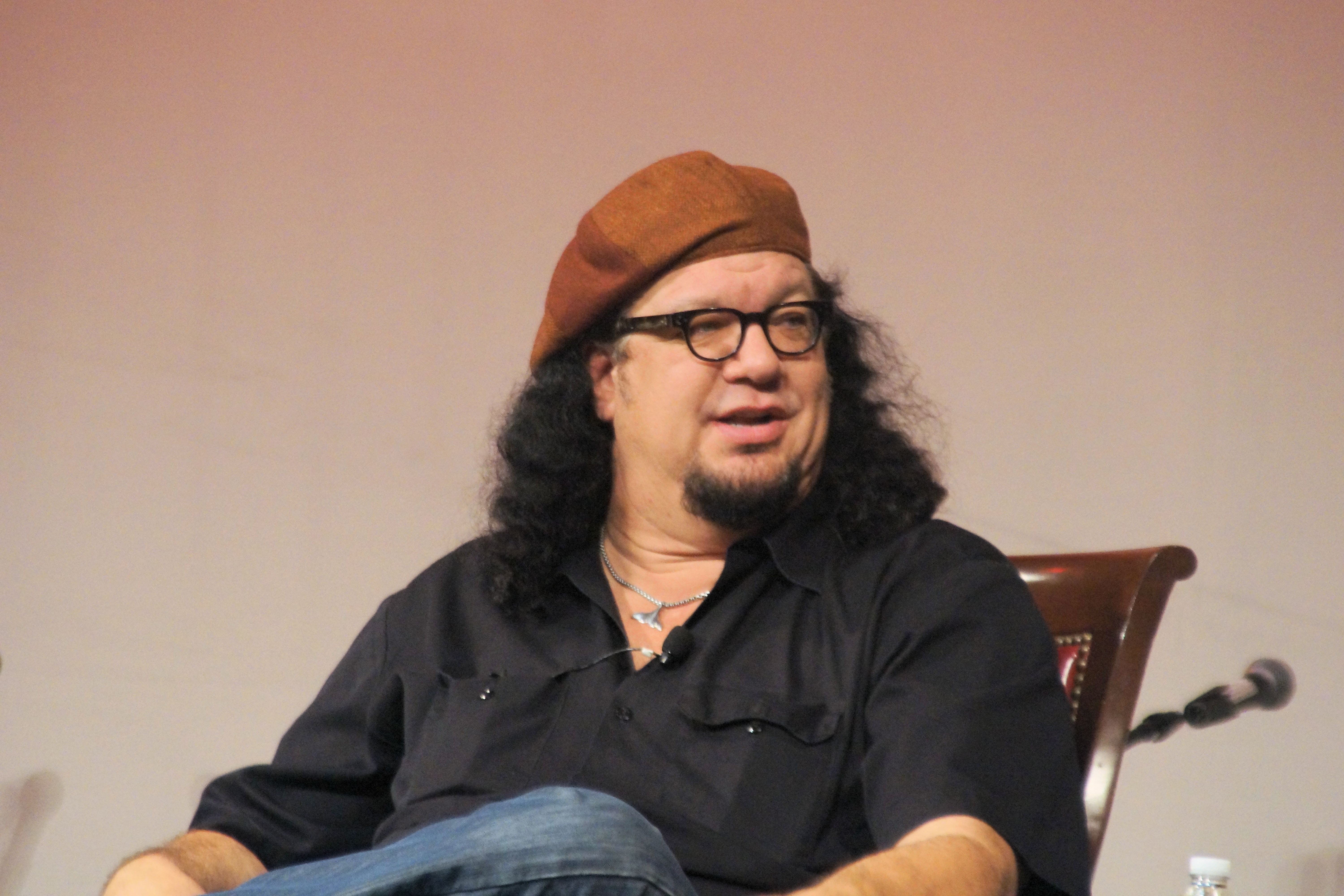
Jillette en 2012 en The Amazing Meeting en Las Vegas.

Jillette declaró que no hay suficiente información para tomar una decisión informada sobre el calentamiento global, que su instinto le dijo que no era real, pero su mente dijo que no podía probarlo.
Apoyó a Gary Johnson como presidente de Estados Unidos en 2012. y 2016.
Jillette es coleccionista y conocedor de poemas de canciones.
En diciembre de 2014, la presión arterial de Jillette lo llevó al hospital. En su cumpleaños, el 5 de marzo de 2015, había perdido 48 kg. Sigue la dieta Nutritarian del Dr. Joel Fuhrman, lo que significa que no come productos de origen animal, granos procesados ni azúcar ni sal añadidos. Penn apareció en Eating You Alive, un documental estadounidense de 2016 sobre alimentación y salud.
Jillette está casado con Emily Jillette, y juntos tienen dos hijos, Zolten y Moxie CrimeFighter.

### Uña roja
Ha habido mucha especulación sobre la uña roja de Jillette en su mano izquierda. De las preguntas frecuentes del sitio web oficial de Penn & Teller, hay tres respuestas comunes:
1. Significa que una vez le disparó a un hombre por hacer preguntas personales.
2. Cuando Jillette comenzó a actuar, su madre le dijo que se hiciera una manicura porque la gente estaría mirándole las manos. En respuesta a esto, tenía todas las uñas pintadas de rojo como una broma. La única uña roja restante está en memoria de su madre.[46]
3. La uña roja proporciona una excelente desviación de la atención y es simplemente genial.[9]

En respuesta directa a las preguntas sobre su uña roja, ha declarado: «La gente pregunta por mi uña. Uso el anillo de mi papá y el esmalte de uñas de mi mamá. Solo para recordar y respetar». El color que usa es Jelly Apple Red (# 054) de Essie. En el podcast Skepticality en 2012, Jillette dijo que estaba considerando cambiar el significado del esmalte de uñas rojo, diciéndole a su hija que es para ella. Durante su aparición en el Chopped Tournament of Stars (2014), efectivamente contó la historia de su madre sugiriendo que se hiciera una manicura por las razones indicadas anteriormente, y dijo que la respetaba.

## Apariciones

### Filmografía
- Savage Island (1985)
- Off Beat (1985)
- My Chauffeur  (1986)
- Tough Guys Don't Dance (1987)
- Invisible Thread (1987)
- Gandahar (1988)
- Penn & Teller Get Killed (1989)
- Half Japanese – The Band That Would Be King (1991)
- The Residents: Twenty Twisted Questions (1992)
- Car 54, Where Are You? (1994)
- Hackers (1995)
- Toy Story (1995)
- Fear and Loathing in Las Vegas (1998)
- Fantasía 2000 (2000) – Él mismo
- Michael Moore Hates America (2004)
- The Aristocrats (2005)
- ¡Mucha lucha!: The Return of El Maléfico[49] (2005)
- The Growth (2009)
- Futurama: Into the Wild Green Yonder (2009)
- Tim's Vermeer (2013) – Él mismo
- An Honest Liar (2014)
- Theory of Obscurity: a film about The Residents (2015)
- Sharknado 3: Oh Hell No! (2015)
- Director's Cut (2015)
- The Grounds (2016)

### Televisión
- Penn & Teller Go Public (1985), programa de televisión producido por Community Television, del Sur de California, y transmitido en estaciones de televisión pública.
- Miami Vice
  - «Prodigal Son» (1985), episodio de televisión ... Jimmy Borges
- Lois & Clark: The New Adventures of Superman
  - «Illusions of Grandeur» (1 episodio, 1994) ... Darrin Romick
- VR.5
  - «Pilot» (1 episodio, 1995) ... Mr. Orwell Kravitz
- Space Ghost Coast to Coast
  - $20.01 (1 episodio, 1996) ... Él mismo
- Friends
  - «The One With the Cuffs» (1 episodio, 1997) ... Vendedor de la enciclopedia
- The Drew Carey Show
  - «See Drew Run» (1997), episodio de televisión ... Archibald Fenn
  - «Drew Meets Lawyers» (1995), episodio de televisión ... Archibald Fenn
- Sabrina, the Teenage Witch
  - «First Kiss» (1997), episodio de televisión .... Drell
  - «Jenny's Non-Dream» (1997), episodio de televisión ... Drell
  - «Terrible Things» (1996), episodio de televisión ... Drell
  - «Pilot» (1996), episodio de televisión ... Drell
- Babylon 5
  - «Day of the Dead» (1998), episodio de televisión ... Rebo
- Penn & Teller's Sin City Spectacular (1998–99)
- «Hollywood Squares» (1999–2004), personaje regular
- Los Simpson
  - «Hello Gutter, Hello Fadder»
  - «The Great Simpsina» (2 episodios, 1999, 2011) ... Él mismo
- Dharma & Greg (2001)
- Just Shoot Me!
  - «The Proposal, Part 2» (2001), episodio de televisión ... Terry
- The West Wing
  - «In the Room» (2004) ... Él mismo
- Penn & Teller: Bullshit! (2003–2010)
- The Moxy Show (voz original de Flea; más tarde reemplazado por un actor no identificado en algunos episodios)
- Identity (2006–2007)[31]
- Real Time with Bill Maher (2006), episodio de televisión ... Él mismo
- Dancing with the Stars (2008) ... Él mismo[50]
- Numb3rs
  - «Magic Show» (2008), episodio de televisión ... Él mismo
- Glenn Beck (Fox News)
- Handy Manny
  - «Halloween/Squeeze's Magic Show» (2008), episodio de televisión ... Magic Marty
- The Defenders
  - «Whitten v. Fenlee» (2010), episodio de televisión ... Ruben Charters
- Fetch with Ruff Ruffman
  - «You Can't Teach an Orange Dog New Tricks» (2009), episodio de televisión ... Él mismo
- Penn & Teller: Fool Us (2011, 2015–)[51]
- Real Time with Bill Maher (14 de octubr de 2011), episodio de televisión ... Él mismo
- Penn & Teller Tell a Lie (2011)
- Celebrity Apprentice 5 (2012)
- All-Star Celebrity Apprentice (2013)
- In Bed With Joan (2013) ... invitado
- Rachael vs. Guy: Celebrity Cook-Off (2014)
- Chopped Tournament of Stars (2014)
- Wizard Wars (2014)
- Celebrity Wife Swap (2014)[52] (1 de julio de 2014), episodio de televisión ... Él mismo
- Alpha House, temporada 2 (2014), varios episodios de televisión ... versión ficcionalizada de sí mismo
- Camp Stew (2014) ... presentado como él mismo
- Hell's Kitchen (2014) ... Él mismo
- Penn Jillette's Street Cred[53] (2014–) ... Él mismo
- Deal with It (2014), episodio 3.7 ... Él mismo
- Modern Family, temporada 6 (2015)
- King of the Nerds (2015) ... Él mismo
- Celebrity Jeopardy (2015) ... Él mismo
- Whose Line Is It Anyway? (6 de julio de 2015), episodio de televisión ... Él y Teller aparecieron como invitados especiales[54]
- Scorpion (2016), episodios 2.16, 2.17, 3.19 y 4.20 ... Dr. Cecil P. Rizzuto
- Billions (2016) ... Él mismo
- The Eric Andre Show, temporada 4 (2016) ... Él mismo
- Code Black, temporada 2 (2016) ... Johnny Prentiss
- Black Mirror, episodio «Black Museum» (2017), acreditado con la idea de la historia basada en «The Pain Addict», de Jillette[55]
- The Late Show with Ewen Cameron (2017) ... Él mismo con Teller
- Crashing, temporada 2, episodio 1 (2018) ... Él mismo
- The Grand Tour (2018), temporada 2, episodio 9, con Teller

Otras apariciones
• Spider-man/Deadpool, capítulo #11, él mismo

## Vídeos musicales
- Penn Jillette – «Clay Aiken by Penn Jillette»
- Katy Perry – «Waking Up in Vegas»
- Ramones – «Something to Believe In»
- Rascal Flatts – «Why Wait»
- Run-D.M.C. – «It's Tricky»
- Too Much Joy – «Donna Everywhere»

## Música
- Captain Howdy, una banda que consistía en Jillette y Mark Kramer, lanzó:
  - The Best Song Ever Written (sencillo de 1993)
  - Tattoo of Blood (álbum de 1994)
  - Money Feeds My Music Machine (álbum de 1997)
- Bongos, Bass and Bob, una banda que consistía en Jillette, Rob Elk y Dean J. Seal, lanzaron:
  - Never Mind the Sex Pistols, Here's Bongos Bass and Bob! (What on Earth Were They Thinking?) (álbum de 1988)
- The Horse You Rode In On de Pigface
- Ralph Records 10th Anniversary Radio Special! de Varios y Penn Jillette[56]

## Libros de Jillette
- Jillette, Penn (2016). Presto!: How I Made Over 100 Pounds Disappear and Other Magical Tales. New York: Simon & Schuster. ISBN 978-1501140181.
- Jillette, Penn (2012). Every Day is an Atheist Holiday!: More Magical Tales from the Author of God, No!. New York: Blue Rider Press. ISBN 978-0-3991-6156-8.
- Jillette, Penn (2011). God, No!: Signs You May Already Be an Atheist and Other Magical Tales. New York: Simon & Schuster. ISBN 978-1-4516-1036-9.
- Jillette, Penn (2005). How to Cheat Your Friends at Poker: The Wisdom of Dickie Richard. New York: St. Martin’s Press. ISBN 0-312-36068-1.
- Jillette, Penn (2004). Sock. New York: St. Martin’s Griffin. ISBN 0-312-32805-2.
- Jillette, Penn and Teller (1997). Penn and Teller's How to Play In Traffic. Berkley Trade. ISBN 1-57297-293-9.
- Jillette, Penn and Teller (1992). Penn and Teller's How to Play with Your Food. New York: Villard. ISBN 0-679-74311-1.
- Jillette, Penn (1989). Cruel Tricks for Dear Friends. New York: Villard. ISBN 0-394-75351-8.

## Pódcast
- "Penn Radio" (enero de 2006 - marzo de 2007), programa de radio que también fue podcast
- "Penn Says" (enero de 2008 - abril de 2010), videolog en Crackle.com
- "Penn Point" (comenzó en mayo de 2010, última actualización en octubre de 2011), videolog en Revision3.com
- "Penn's Sunday School" (febrero de 2012— ) en pennsundayschool.com